# Agnes Wendland
Agnes Wendland, geb. Cralow (* 18. März 1891 in Wittenberge; † 31. August 1946 in Senzke) war eine Widerstandskämpferin gegen das NS-Regime und Pfarrfrau der evangelischen Gethsemanegemeinde in Berlin. Unter Einsatz ihres Lebens versteckte und schützte sie während des Zweiten Weltkrieges als Juden verfolgte Menschen im Pfarrhaus der Gemeinde.

## Leben

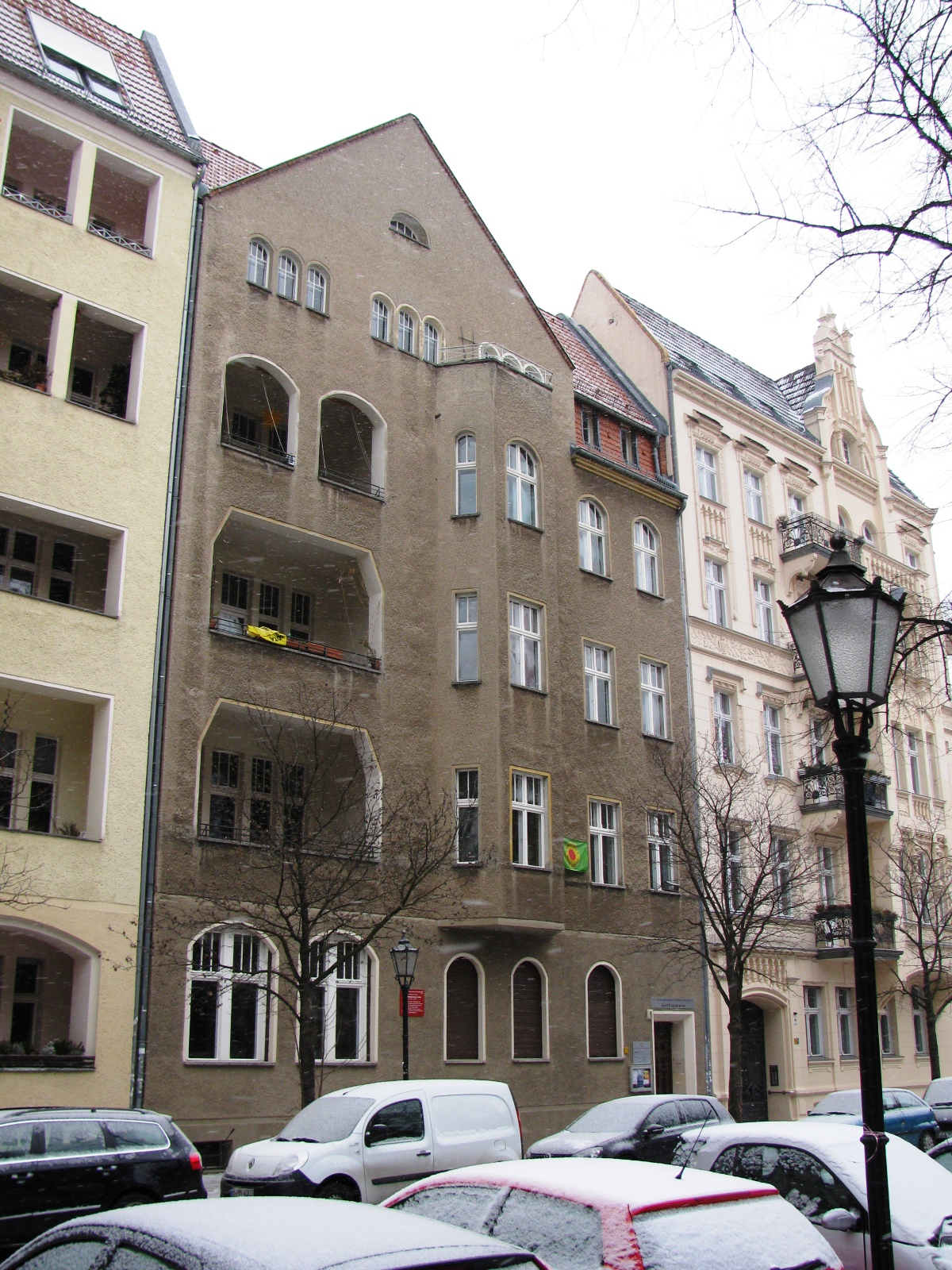
Pfarrhaus der Gethsemanegemeinde Berlin-Prenzlauer Berg

Sie war die Ehefrau des promovierten evangelischen Pfarrers Walter Wendland, der 1916 die Pfarrstelle an der Gethsemanegemeinde in Berlin antrat und gleichzeitig als Dozent für Kirchengeschichte an der Friedrich-Wilhelms-Universität Berlin wirkte; ihr Schwager war der Basler Hochschullehrer Johannes Wendland. Zusammen mit ihrem Ehemann bekam sie zwei Töchter und einen Sohn. Während der Zeit des Nationalsozialismus schloss sie sich gemeinsam mit ihrer Tochter Ruth Wendland der evangelischen Oppositionsbewegung Bekennende Kirche an, die sich gegen die Versuche einer Gleichschaltung von Lehre und Organisation der Deutschen Evangelischen Kirche durch das NS-Regime wehrte. 
Im August 1943 versteckte sie den jüdischen Jugendlichen Ralph Neumann und stellte seine Schwester Rita als Haushaltshilfe an. Beide lebten wegen der Verfolgung durch die Nationalsozialisten im Untergrund. 
Ihrem Ehemann verheimlichte Agnes Wendland die wahre Identität und Herkunft der beiden Jugendlichen, um ihn in seiner Position als Pfarrer einer großen evangelischen Kirchengemeinde zu schützen. 
Ralph Neumann beschrieb Agnes Wendland in seinen Erinnerungen als eine Frau mit bewundernswerter Heiterkeit und Lebensfreude, die liebevoll, fürsorglich und selbstlos handelte.
Dank Unterstützung der couragierten Studienrätin und Historikerin Elisabeth Abegg gelang es Rita Neumann im Sommer 1944, eine fingierte Identität zu erlangen. Sie gab unter Angabe eines fiktiven Namens an, aus einer Stadt zu stammen, in der nachweislich das Rathaus mit dem Melderegister bei einem Bombenangriff zerstört worden war. Daraufhin erhielt sie als vermeintlich „arische“ deutsche Staatsbürgerin einen neuen Personalausweis, Lebensmittelkarten und eine Arbeitsstelle.
Im November 1944 erlitt Walter Wendland einen Schlaganfall und zog zu seiner Tochter Angelika nach Senzke, worauf Agnes Wendland den Pfarrbetrieb fortführte. 
Im Februar 1945 wurde Ralph Neumann bei einer Kontrolle durch eine Militärstreife im Lehrter Bahnhof festgenommen. Gemeinsam mit Rita Neumann, die ihre falsche Identität aufgab, setzte sich Agnes Wendland bei der Gestapo aktiv für die Freilassung von Ralph Neumann ein. Daraufhin wurde Agnes Wendland verhaftet und vom 20. Februar bis 14. März 1945 im Arbeitserziehungslager der Gestapo in der Großen Hamburger Straße in Berlin-Mitte gefangen genommen. Nachdem sie dort an Typhus erkrankte, wurde sie gegen ihre Tochter Ruth ausgetauscht, die angeboten hatte, sich gegen ihre kranke Mutter auswechseln zu lassen. Gesundheitlich angeschlagen, verstarb Agnes Wendland im August 1946.

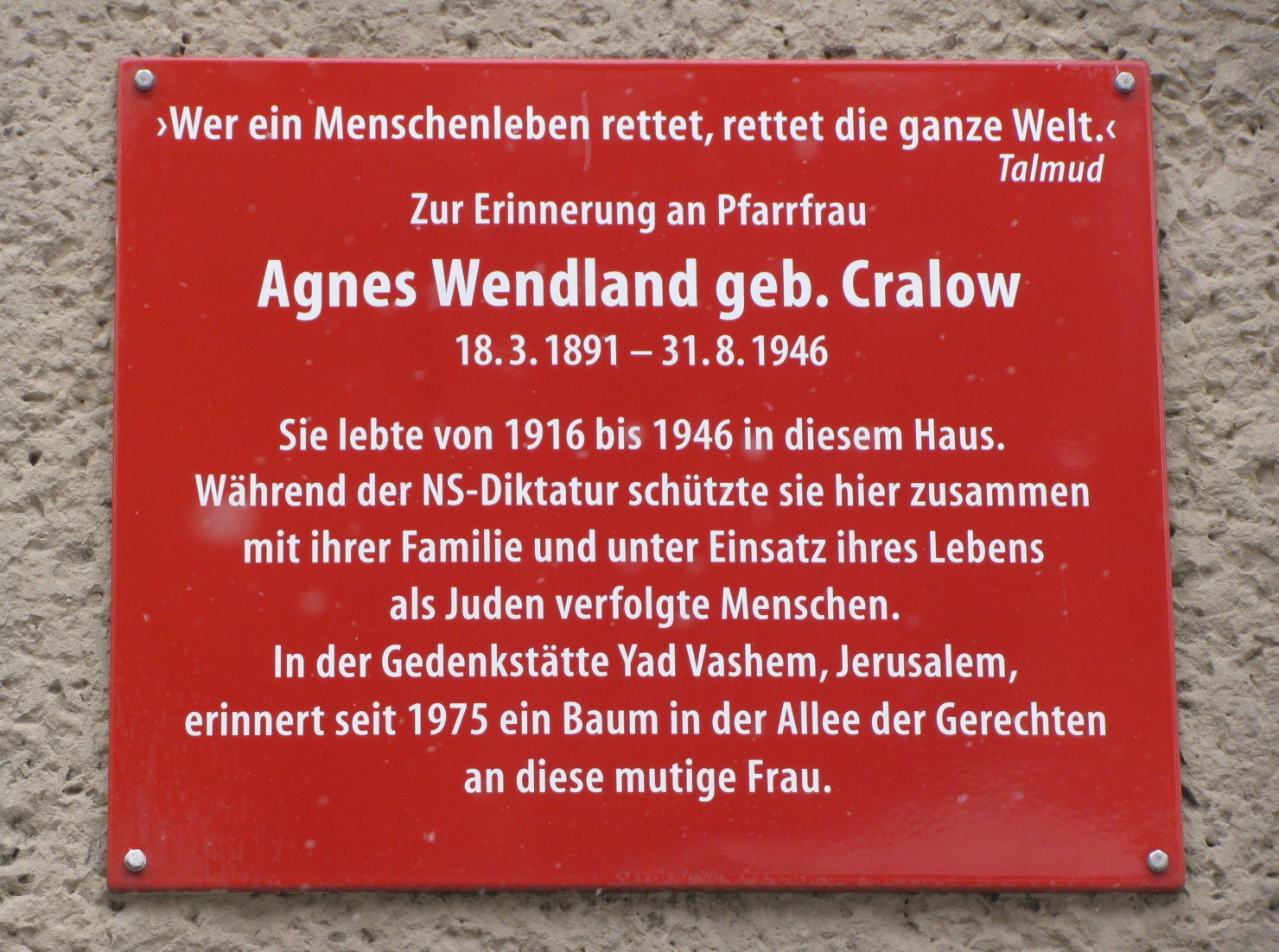
Gedenktafel für Agnes Wendland am Pfarrhaus der Gethsemane-Gemeinde Berlin-Prenzlauer Berg

## Ehrungen
Am 12. August 1975 wurden Agnes und ihre Tochter Ruth Wendland von Yad Vashem für ihr mutiges Eintreten bei der Rettung verfolgter Juden postum mit dem Ehrentitel Gerechte unter den Völkern ausgezeichnet. Seit 1975 erinnert an beide Frauen ein Baum in der Allee der Gerechten der dortigen Gedenkstätte. Angeregt wurde diese Ehrung durch die beiden damals im Pfarrhaus versteckten und geschützten jüdischen Geschwister, die durch den selbstlosen Einsatz der Familie Wendland und anderer couragierter Helfer den Holocaust überlebten. 
Am 31. August 2006 wurde am Pfarrhaus der Gethsemanegemeinde Berlin in der Gethsemanestraße 9 eine Gedenktafel als Denkzeichen für Agnes Wendland angebracht.